# Arenaria (chi choi choi)
Arenaria là một chi chim trong họ Scolopacidae.

## Các loài
- Arenaria interpres
- Arenaria melanocephala